# Hermbstaedtia ovata
Hermbstaedtia ovata är en amarantväxtart som beskrevs av Moritz Kurt Dinter. Hermbstaedtia ovata ingår i släktet Hermbstaedtia och familjen amarantväxter. Inga underarter finns listade i Catalogue of Life.